# Catasetum monzonense
Catasetum monzonense är en orkidéart som beskrevs av David Edward Bennett och Eric Alston Christenson. Catasetum monzonense ingår i släktet Catasetum och familjen orkidéer.
Artens utbredningsområde är Peru. Inga underarter finns listade i Catalogue of Life.